# أندي سامبيرج
اندي سامبيرج (بالإنجليزية: Andy Samberg)‏ هو ممثل أمريكي (من مواليد 18 أغسطس 1978 في بيركيلي، كاليفورنيا، الولايات المتحدة).

## الحياة الشخصية
ولد اندي في بيركلي، كاليفورنيا. والدته هي مارجوري وهي معلمة في مدرسة ابتدائية ووالده جو وهو مصور. لدى اندي أختان هما يوحنا و دارو

## الأعمال

### أفلام و مسلسلات
- ساترداي نايت لايف
- ندبة
- أحبك يا رجل (فيلم)
- بوميرانغ
- الأخطبوط بول
- وقت المغامرة
- أصدقاء مع امتيازات (فيلم)
- فندق ترانسلفانيا
- سبونجبوب
- غيوم مع احتمال سقوط كرات اللحم 2 (2013)
- فندق ترانسلفانيا 2
- فندق ترانسلفانيا 3: عطلة الصيف
- بروكلين ناين ناين

## الترشيحات والجوائز
| السنة | الحدث                  | الفئة       | النتيجة |
| ----- | ---------------------- | ----------- | ------- |
| 2011  | جائزة إختيار المراهقين | أفضل كوميدي | ترشـيـح |
| 2012  | جائزة إختيار المراهقين | أفضل كوميدي | ترشـيـح |

## وصلات خارجية
- أندي سامبيرج على موقع IMDb (الإنجليزية)
- أندي سامبيرج على موقع ميتاكريتيك (الإنجليزية)
- أندي سامبيرج على موقع روتن توميتوز (الإنجليزية)
- أندي سامبيرج على موقع قاعدة بيانات الأفلام العربية
- أندي سامبيرج على موقع ألو سيني (الفرنسية)
- أندي سامبيرج على موقع ميوزك برينز (الإنجليزية)
- أندي سامبيرج على موقع تيرنر كلاسيك موفيز (الإنجليزية)
- أندي سامبيرج على موقع أول موفي (الإنجليزية)
- أندي سامبيرج على موقع بوكس أوفيس موجو (الإنجليزية)
- أندي سامبيرج على موقع قاعدة بيانات الأفلام السويدية (السويدية)

- الموقع الإلكتروني